# Real Sociedad Económica Valenciana de Amigos del País
La Real Sociedad Económica de Amigos del País de Valencia (RSEAPV) fue fundada en 1776 por el monarca Carlos III con el nombre de "Real Sociedad Económica de Amigos del País de Valencia y su Reino". "La Económica" fue desde su fundación, y en especial durante todo el siglo XVIII, un centro de referencia de toda la sociedad valenciana, que encontró en la Económica un marco de debate y tratamiento de los temas más importantes y vanguardistas del momento.
A esta Sociedad le preocupó compatibilizar el conocimiento teórico con la experiencia práctica; es decir, la extensión de la educación a un mayor número de personas y la aplicación de estos conocimientos a través de criterios y valores básicos que han presidido siempre su actuación: la libertad, la razón, la tolerancia y el respeto por las personas y sus ideas.

## Historia

### Estatutos
En el año 1777 se redactaron los primeros Estatutos o reglas internas de la Sociedad; bajo la presidencia de su primer director, el Conde de Castrillo y Orgaz, en 1778 se remitió el borrador de sus estatutos al Consejo de Castilla, siendo aprobados y publicados en 1785.

### SigloXVIII
Durante el siglo XVIII la actividad de la RSEAPV se canalizó en diversos frentes, pero fue, ante todo, una ventana para la innovación y el estudio de la realidad cultural y económica valenciana, en la que brillaron con luz propia socios como: Gregorio Mayans, Antonio J. Cavanilles, Francisco Pérez Bayer, Manuel Monfort, Juan Sempere y Guarinos o José Villarroya, entre otros.
Así, sus codiciados Premios fueron marco en el cual se inscribieron un gran número de estudios sobre el comercio, la agricultura, la navegación, la literatura, y las bellas artes, entre otros temas. Fruto de toda esta actividad fue la importante biblioteca que constituye actualmente uno de los principales fondos bibliográficos privados de la Comunidad Valenciana, con más de 4500 libros, en su mayoría del siglo XVIII y el archivo documental, hoy digitalizado, que fue gestándose a lo largo del tiempo y que cuenta con 8.360 documentos multipágina con más de 113.000 páginas que pueden ser consultadas, a través de Internet, por cualquier persona interesada.
Fue durante el siglo ilustrado cuando la Sociedad Económica dio a conocer en Valencia y en España algunos de los más importantes cultivos americanos y asiáticos, como el cacahuete y el níspero, introdujo importantes abonos agrícolas, como el guano, que incrementaron de forma notable la productividad de la tierra, mejoró la producción de numerosos cultivos, como el arroz, azúcar, el algodón, y el olivo, entre otros; contribuyó a perfeccionar los sistemas de regadíos en la huerta, trató de mejorar las penosas instalaciones portuarias de la ciudad, mejorando la infraestructura del Grao, y tratando de abrir un canal desde Cullera hasta la ciudad de Valencia; intentó frustradamente crear compañías de comercio; e introdujo destacados tejidos, como la seda y los moarés, manteniendo un estrecho contacto con el Colegio del Arte Mayor de la Seda.
En el ámbito cultural, la RSEAPV introdujo importantes obras literarias, dadas a conocer por sus socios-ilustrados. Incentivó de forma considerable el mundo de la imprenta en la ciudad de Valencia, gracias a la estrecha colaboración con los principales impresores y libreros del momento, como Benito Monfort, los Orga, y otros. La actividad de la RSEAPV, trascendió el ámbito urbano de la ciudad y se amplió al resto de la Comunidad Valenciana y del ámbito nacional, e incluso internacional, con la estrecha relación que, durante casi diez años mantuvo con la Sociedad Filosófica de Filadelfia, por entonces capital de los recién creados Estados Unidos de América.

### SiglosXIXyXX
El siglo XVIII dio paso a un siglo XIX que, pese a las continuas convulsiones políticas que sacudieron al país, no frenaron la actividad de la Real Sociedad Económica Valenciana de Amigos del País, más al contrario, se incrementó la labor desarrollada por los miembros de la actividad en muy diversos frentes. Al igual que en la anterior centuria, el siglo XIX acogió en la sociedad, a los personajes más destacados de la sociedad valenciana del momento, con nombres como el marqués de Campo, Juan Navarro Reverter, Cirilo Amorós, José Pizcueta, Teodoro Llorente, Mariano Cabrerizo, Vicente Boix, Justo Pastor Fuster, el conde de Ripalda, y un sinfín de ilustres personajes que hicieron de la Sociedad un motor de la economía y de la cultura valenciana de la época. Así, en ámbitos como el educativo-cultural, la RSEAPV fue pionera en la creación de las primeras escuelas de comercio para mujeres, y en el establecimiento de las primeras bibliotecas y archivos de la ciudad, inaugurando en 1869 la primera Biblioteca Popular.
En 1841 se editó el primer volumen del Boletín Enciclopédico de la RSEAPV, una revista clave para el proceso recuperador. Precisamente en el campo de la agricultura se continuó incentivando la importación de productos agrícolas, como el mandarino, gracias a las gestiones del conde de Ripalda, socio de la RSEAPV, así como estableciendo en 1818 la primera cátedra de agricultura, que en 1846 se incorporó a la Universidad de Valencia, y participando muy activamente en la creación y acondicionamiento del Jardín Botánico de Valencia. Además, la Económica Valenciana de Amigos del País desarrolló una intensa labor en otros campos como el político, asesorando a los poderes constituidos de acuerdo con el Decreto de las Cortes Españolas de 8-VI-1813, que en su artículo 5.º, determinaba el carácter de estas Sociedades cuando hablaba de que tenían como misión informar e ilustrar a las Diputaciones y Ayuntamientos en los asuntos relacionados con los distintos ramos de la producción.
Fue especialmente en el campo de la industria y de la economía donde las realizaciones de la RSEAPV durante todo el siglo XIX fueron mayores y más trascendentales. Entre ellas, la construcción del primer ferrocarril valenciano en la década de los cincuenta, gracias a la intensa actividad del marqués de Campo, que transformaron de forma evidente las comunicaciones y los medios de transporte de la Comunidad Valenciana. Fue también por estos años cuando la Económica tuvo su actividad más destacada, dejando realizaciones tan importantes como la fundación en 1878 de la Caja de Ahorros y Monte de Piedad de Valencia (Bancaja, entidad financiera que lamentablemente y por una "deficiente" gestión desapareció por ley en 27 de noviembre de 2012), del Conservatorio de Música (1879), la Sociedad Arqueológica Valencia (1871), el Instituto Taquigráfico (1881) y del Patronato de la Juventud Obrera (1884). Además, la organización de concursos, exposiciones (de máquinas y motores en 1880), y la Exposición Regional de Valencia de 1883, precedente de la célebre Exposición Regional Valenciana de 1909, y génesis de la actual Feria Muestrario Internacional, constituida en 1917; la celebración de congresos (Nacional de Riegos en 1921); la convocatoria de Premios de todas clases; dictámenes diversos (educación, economía, problemática social del trabajo en fábricas y talleres, protección y defensa del menor en fábricas y talleres, etc.); la financiación de la primera red de aguas potables de la ciudad, y la plantación de diversos árboles en Valencia, en zonas como el Parterre, fueron otras de las realizaciones desarrolladas por la Económica en estos años.

## Actualidad
La Real Sociedad Económica de Amigos del País es acreedora, pues, de una historia llena de realizaciones que se fue fraguando durante los siglos XVIII y XIX; pero lamentablemente y desde 1939 a 1975, esta Sociedad quedó sumida en el letargo que le impuso un régimen político autoritario (la dictadura del general Franco) que no respetaba lo que para los socios de la Económica ha sido siempre su razón de ser, es decir, su profundo sentimiento democrático, su capacidad de concordia, su deseo de libertad y su demostrado afán por la tolerancia y el respeto a los demás.
Será a partir de noviembre de 1975 y, en especial, a partir de la Constitución o Carta Magna del 6 de diciembre de 1978, cuando los socios de la Económica iniciarán un periodo de recuperación-revitalización del prestigio que acumuló esta Sociedad.
Ernest Lluch impulsó la recuperación de la Sociedad Económica animando a un grupo de jóvenes universitarios y profesores que junto a algunos profesionales y bajo la dirección de Joaquín Maldonado iniciaron el proceso de recuperación de la Económica de Amigos del País, un proceso muy costoso en el tiempo, sobre todo por el esfuerzo personal que un reducido número de socios tuvo que hacer a lo largo de muchos años. Mencionar también a J. Antonio Perelló, Director de la RSEAPV durante los años 1983 a 1985.
En diciembre de 1985 fue elegida una nueva Junta de Gobierno y nuevo Director de la Sociedad Económica, Francisco Oltra Climent. El primer paso del nuevo Director y su Junta de Gobierno fue diseñar una estrategia que, independiente de sus muchas líneas de actuación desarrolladas, daba paso a un proceso de actividad que cubriría tres grandes etapas: La 1.ª, que continuaría los esfuerzos iniciados en 1976 y se extendería hasta 1997 tratando de: “revitalizar-recuperar”. La 2.ª etapa, que se extiende desde 1998 al 2003, centrada en dar a conocer y consolidar La Económica de Amigos del País. La 3.ª etapa, en la que se encuentra actualmente esta Entidad, se inicia en 2004 con un objetivo central: “que se reconozca la labor desarrollada por la Real Sociedad Económica de Amigos del País a lo largo de sus más de dos siglos de existencia”.
La actividad del director que ha conducido los destinos de esta Sociedad durante estos años, Francisco Oltra, y sus respectivas Juntas de gobierno que se van renovando democráticamente cada cuatro años en cumplimiento de las normas establecidas por los estatutos, van incrementando y diversificando las actividades de La Económica de Amigos del País. A partir de 1997 se amplían los temas abordados, que contemplarán y tratarán diversas áreas de conocimiento: Ciencia e Investigación, Empresa, Medios de Comunicación, Sociales, Culturales, etc. Temas de interés y actualidad en los que han intervenido Profesores de Universidad, Investigadores, Empresarios, Periodistas, Políticos, Profesionales, etc., ponentes que fueron contribuyendo a elevar el prestigio de la RSEAPV.
Con motivo del 225 aniversario de su fundación, en septiembre de 2001, la RSEAPV organizó una exposición, 225 años de la Real Sociedad Económica de Amigos del País, visitada por más de 25.000 personas, para dar a conocer su historia a través de una selección de los miles de documentos y libros que custodian su Archivo y Biblioteca.
En estos últimos años la RSEAPV ha recibido el reconocimiento de diferentes entidades e instituciones, como el Premio "Importante" de Levante-EMV (1999), los homenajes rendidos a esta entidad (2004) por los Conservatorios Superior y Profesional de música de Valencia; la concesión de la Medalla al Mérito en las Bellas Artes (2005) por la Real Academia de Bellas Artes de San Carlos, como reconocimiento a toda su andadura histórica durante la cual siempre fue una preocupación el arte y la cultura valenciana; el premio Primero de Mayo (2006) por la Unión General de Trabajadores (UGT); homenaje a la Real Sociedad Económica de Amigos del País de Valencia de la Federación de Sociedades Musicales de la Comunidad Valenciana (2006); el reconocimiento especial por el Consejo Valenciano de Cultura en 2007 y la concesión de la medalla de oro otorgada por el Ayuntamiento de Valencia en 2009.
En 2011 la RSEAPV rindió un homenaje al Maestro Daniel Barenboim. El que uno de los mejores directores y pianistas del mundo aceptara un homenaje de la Real Sociedad Económica de Amigos del País fue un motivo de orgullo para todos los socios de la entidad. Durante unos días la RSEAPV estuvo apareciendo en varios medios de comunicación no solo de Valencia, sino de España y del resto de Europa, y el propio Maestro Barenboim tuvo palabras de afecto y admiración por la labor que desarrolla esta sociedad.
Cabe destacar las intervenciones de los cinco rectores de las universidades públicas valencianas en las mesas redondas-coloquio que anualmente organiza la entidad sobre diferentes temas referentes al funcionamiento del sistema universitario valenciano y, también, el impacto mediático que estas actividades tienen en la sociedad valenciana.
También han participado en las actividades de la entidad ponentes como el presidente del Tribunal Supremo, la presidenta del Tribunal Superior de Justicia de la Comunidad Valenciana, la Delegada del Gobierno en la Comunidad Valenciana, los principales investigadores de la Comunidad Valenciana, el director Ejecutivo de la Fundación Nobel y Exgobernador del Banco Central de Suecia, el Secretario General del Tribunal de Cuentas Europeo, el Secretario de Estado y director general del Centro nacional de inteligencia (CNI) o el Secretario General del Banco Europeo de Inversiones (BEI), entre otros.
La Real Sociedad Económica Valenciana de Amigos del País es, en la actualidad, un foro de Análisis, reflexión y debate sobre temas de interés para los valencianos y un foro de Comunicación social para la divulgación del conocimiento y los avances técnicos y sociales. Esta entidad forma parte activa de la Sociedad Civil Valenciana y sigue siendo una Asociación privada, sin ánimo de lucro, democrática, de carácter plural y apartidista, que dedica sus esfuerzos a fomentar el progreso y bienestar de  los valencianos.
Institución histórica pero también proyectada hacia el futuro, la RSEAPV continúa trabajando en la actualidad con el mismo ímpetu e ilusión que siempre, bajo las coordenadas de libertad, tolerancia y respeto a las personas y a sus ideas, tratando de difundir el conocimiento y la cultura y participando en el progreso de la sociedad civil valenciana.